# Populismo 2.0
Populismo 2.0 ou populismo digital é um tipo de populismo que se soma à web 2.0, ou seja, que se diferencia dos outros populismos por sua capacidade de utilizar a internet de plataforma na difusão de propaganda política. Passou a ser usado após o sucesso do uso de redes sociais em protestos populares como Occupy Wall Street e Indignados.

## Características

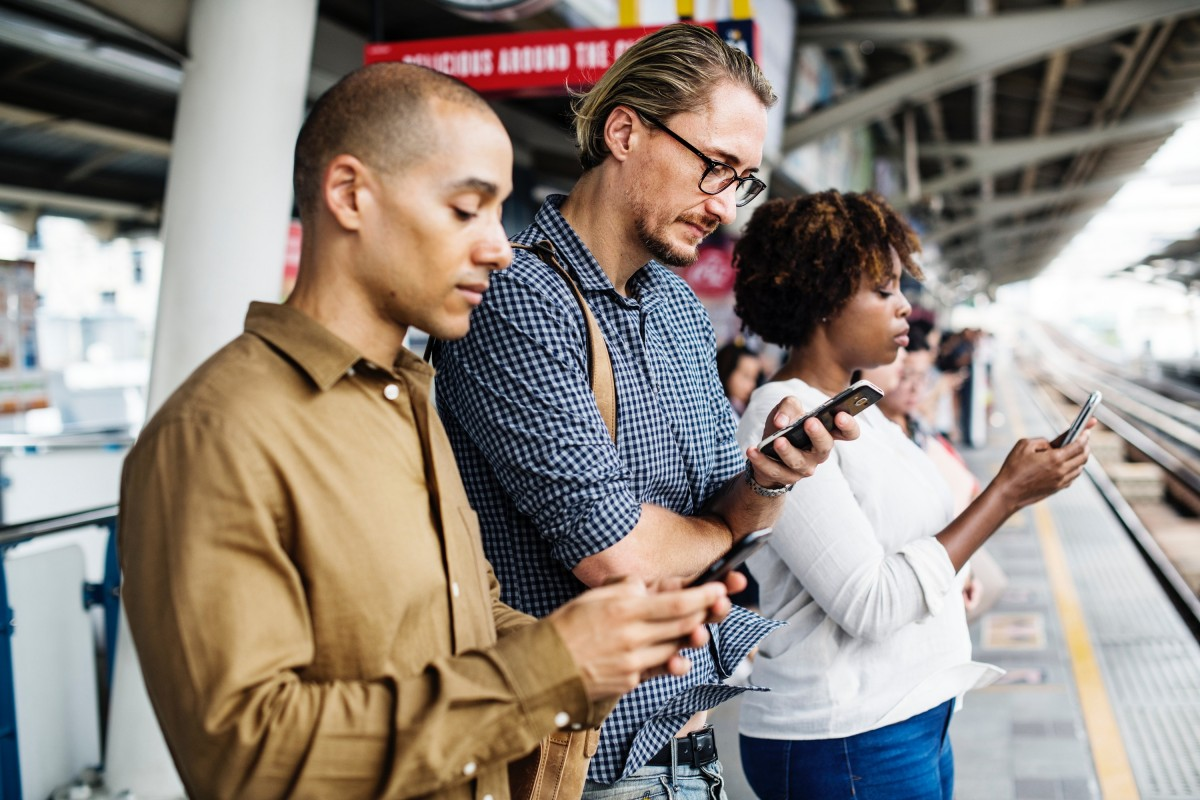
Um usuário de internet genérico

O populismo 2.0 possui as mesmas características do populismo somadas às vantagens da internet de plataforma. Enquanto o populismo clássico unia o "homem comum" em uma democracia direta, o populismo 2.0 une o "usuário de internet genérico" (UIG) em uma democracia interativa. O UIG é a ideia de uma pessoa isolada que está conectada em uma rede e pode facilmente se tornar um usuário ativo dentro dela.
As redes sociais acabaram por permitir um nível de aproximação entre políticos e eleitores nunca antes visto. Nelas, o detentor da conta se mostra como sendo um do povo ao mesmo tempo que ataca o sistema político. Pesquisas mostram que o Facebook é a plataforma com o maior engajamento político, mas que o Twitter é a plataforma mais usada para fazer ataques a outrém.  O discurso é caracterizado pela maneira simples de falar e conteúdo feito para ser replicado em massa, que escapa da plataforma original e expande a base eleitoral. Os algoritmos também criam bolhas virtuais, que insuflam ainda mais o discurso. O político usa de seu carisma para chamar atenção, polarizar o debate e insuflar emoções. Nesse tipo de ambiente, entretenimento se mistura com a política e a base eleitoral se torna complexa, com pessoas votando apenas por identificação pessoal com o político.

### Características principais
- individualização da experiência do usuário
- replicação em massa das mensagens políticas[1]

### Características do discurso populista
- apelo ao povo se utilizando de discursos socio-econômicos, identitários e moralistas
- ataque às elites, as chamando de corruptas e distantes do povo
- identificação e combate a um inimigo externo, como imigrantes[6]

## Extrema-direita 2.0
Com raízes no fascismo do século XX, a extrema direita 2.0 utiliza das redes sociais para espalhar notícias falsas com o intuito de ameaçar o sistema democrático. Os grupos que compõe esta vertente da extrema-direita não são homogêneos, mas compartilham alguns denominadores em comum, como opiniões sobre imigração, segurança, política externa e corrupção. Eles surgem após um contexto de governos de esquerda, marcada pelos socialistas democratas nos Estados Unidos, Jeremy Corbyn como líder trabalhista no Reino Unido, a vitória do Syriza na Grécia, a ascensão do Podemos na Espanha, a Onda Rosa na América Latina, etc.

## Exemplos de populismo 2.0
| Continente Europeu   | Continente Europeu                                            | Continente Europeu                              | Continente Europeu |
| País                 | Paridos, entidades e acontecimentos                           | Principais nomes                                | Fontes             |
| -------------------- | ------------------------------------------------------------- | ----------------------------------------------- | ------------------ |
| Itália               | - Movimento Cinco Estrelas - Partido Democrático - Liga Norte | - Luigi Di Maio - Matteo Renzi - Matteo Salvini | [ 6 ]              |
| Espanha              | - Podemos - Vox - Juntos pela Catalunha - Partido X           | - Iván Espinosa                                 | [ 3 ] [ 8 ] [ 4 ]  |
| Reino Unido          | - Brexit                                                      | - Boris Johnson                                 | [ 1 ]              |
| Alemanha             | - Alternativa para a Alemanha                                 |                                                 | [ 1 ]              |
| França               | - Reagrupamento Nacional                                      |                                                 | [ 1 ]              |
| Hungria              | - Fidesz                                                      | - Viktor Orbán                                  | [ 1 ]              |
| Polônia              | - Lei e Justiça                                               |                                                 | [ 1 ] [ 9 ]        |
| Ucrânia              | - Servo do Povo                                               | - Volodymyr Zelensky                            | [ 7 ]              |
| Continente Americano |                                                               |                                                 |                    |
| País                 | Paridos, entidades e acontecimentos                           | Principais nomes                                | Fontes             |
| Estados Unidos       |                                                               | - Donald Trump                                  | [ 1 ]              |
| Brasil               | - Bolsonarismo - Movimento Brasil Livre - Mídia Ninja         | - Jair Bolsonaro - Kim Kataguiri                | [ 1 ] [ 10 ]       |